# 区 (法国)
区（法語發音：[aʁɔ̃dismɑ̃] ⓘ）是法国两级行政区划共用的名字，省区（法語：arrondissement départemental）为省下划分的行政区域，而市区指三个大城市——巴黎、马赛和里昂——的下级行政划分。

## 省区

### 职责和行政
（省）区是省的下级领土划分，而其下再分为县和市镇。区的行政管理事务交由区长（sous-préfet）来辅佐省长执行。
与大区、省及县不同，区不具有公法的法人地位。这个不同点还体现于，各区是由共和国总统指派，而非选举产生的人员（区长）来管理的。

### 历史
旧治下布列塔尼总督卡泽·德·拉博夫（Caze de La Bove）于1775年撰写了《关于向下委派布列塔尼总督权力的申请书》（Mémoire concernant les subdélégués de l'intendance de Bretagne），在这项改革计划中首先提出了区的概念。
省区最初由共和历八年雨月二十八日（1800年2月17日）法律建立并取代专区（district）。在某些历史时期，特别是第三共和国时期，它们曾作为全权区属。此外，1926年9月10日法律曾以节省行政开销为名撤销了106个区，这项举措被认为是一个选举手段。
在2003年现存342个区，大多数省份都拥有三个或四个；但巴黎省和贝尔福地区省各只有一个，而摩泽尔省则拥有九个。

## 市区

### 职责和行政
每个法国市镇由一个市议会和一个市长管理，然而由于地域大小的关系，巴黎、里昂和马赛分别又分为了20个、9个和16个市区。
每个市区具有一个区议会（conseil d'arrondissement），由市区区长（maire d'arrondissement）领导。区议会的三分之一是在市內选出，剩下的三分之二由区级选举产生。而区长则由区议会选出，他必须为区议会委员。
区议会和区长的职责是：
- 区议会可以向市长递交任何有关市区事务的书面询问，后者也可要求区议会对这些事务进行讨论。
- 市议会在执行有涉各区的事务时可向区议会咨询，特别是对地方协会的补助或对城市规划的修改等事务，区议会有权向其提供自己的意见。同时，区议会管理邻近的生活设施，但在新的安装之前必须得到市议会的同意。
- 分配权从属于市镇的住房一半由市长安排，一半由所在区的区长分配。
- 市议会和市长可以委派一部分权力给区议会及区长。
- 区长及其副手是全职的官员。
- 区议会可以在街区创建居民委员会，以供当地居民定期聚会，提出有关社区生活的建议。

### 历史
巴黎市在1795年被分为12个区，1860年市区扩张后这个数字上升为20。里昂各区于1852年创建。
1982年12月31日法律，又称《PML法》，统一规划了三个城市各区的行政。2002年2月27日有关社区民主的法律提升了区议会和区长的权力。